# Hudebník
Hudebník je v běžném významu člověk, který provozuje hudbu pomocí hudebního nástroje.
Podle Národní soustavy povolání je význam slova širší a nadřazený běžnému významu – povolání vyžaduje absolvování magisterského studijního programu. Jedná se o osobu, která „řídí hudební orchestry, skupiny, sólisty a sbory při interpretaci hudebně-dramatických děl, realizuje a řídí nahrávky a zvukové záznamy hudebních nebo slovesných děl, udržuje a zdokonaluje interpretační úroveň sólistů a sborů, vede nástrojové nebo hlasové skupiny a interpretuje kolektivní anebo sólovou část hudebního díla“.
Synonyma jsou výrazy muzikant (lidově), instrumentalista, hudec (zastarale), částečně šumař (potulný muzikant, hanlivě) 

## Příklady profesí
V širším smyslu se může jednat o:
- hráče na hudební nástroj
- dirigenta
- sbormistra apod.

## Hudební profese
Další profese a lidské činnosti spojené s hudbou a hudebním děním:
- hudební režisér
- choreograf
- tanečník
- korepetitor
- interpret – hudebník, který hraje hudební skladbu (obvykle přesně dle notového zápisu), kterou složil někdo jiný
- improvizátor – hudebník, který nehraje z not, ale improvizuje
- hudební organizátor
- hudební kritik a publicista (popřípadě popularizátor hudby)
- hudební redaktor (např. v rozhlasu či v televizi)
- hudební pedagog (v základní umělecké škole, střední škole i vysoké škole)
- hudební aranžér
- operní, operetní či muzikálový režisér
- písňový textař či operní libretista
- výrobce, opravář či údržbář hudebních nástrojů
- zvukař – zvukový mistr